# Rezerwat przyrody Malý Polom
Rezerwat przyrody Malý Polom (słow. Národná prírodná rezervácia Malý Polom) – rezerwat przyrody w grupie górskiej Beskidu Morawsko-Śląskiego w północno-zachodniej Słowacji. Na terenie rezerwatu obowiązuje 5. (w pięciostopniowej skali) stopień ochrony.

## Położenie
Rezerwat leży w granicach katastralnych wsi Klokočov w powiecie Czadca w kraju żylińskim. Zlokalizowany jest w grzbietowych partiach pasma Połomów. Obejmuje fragment południowych stoków Małego Połomu (1061 m n.p.m.) oraz zachodnich zboczy grzbietu biegnącego od tegoż Małego Połomu na południe, w kierunku szczytu Čuboňov (1011 m n.p.m.). Tereny rezerwatu rozciągają się od wierzchołków obu wymienionych szczytów w dół po poziomice ok. 920–880 m n.p.m. Rezerwat znajduje się w granicach zachodniej części Obszaru Chronionego Krajobrazu Kisuce.

## Historia
Rezerwat został powołany rozporządzeniem Ministerstwa Kultury Słowackiej Republiki Socjalistycznej nr 3242/1981-32 z dnia 30 czerwca 1981 r.

## Charakterystyka
Rezerwat obejmuje miernie nachylone stoki głównego grzbietu Karpat, budowane piaskowcami, zlepieńcami i iłowcami fliszu karpackiego. Skały te pojawiają się na powierzchni w formie najdłuższego na Kisucach muru skalnego, o długości ok. 600 m i wysokości od 1 do 8 m. Stosunkowo słabo rozczłonkowane, wspomniane stoki odwadniane są przez źródłowe cieki potoku Predmieranka (lewobrzeżny dopływ Kisucy).
Cały teren rezerwatu porastają lasy bukowe ze sporą domieszką jodły i świerka, występujące tu w górnych partiach regla dolnego. Ze względu na mierne nachylenie stoków wytworzyły się na nich lokalne, podmokłe depresje terenowe, z fragmentami torfowisk i torfowiskowych borów świerkowych, będące miejscami występowania specyficznych zbiorowisk roślinnych oraz rzadkich gatunków zwierząt, głównie bezkręgowców.

## Cel ochrony
Celem funkcjonowania rezerwatu jest ochrona cennych, dobrze zachowanych naturalnych zbiorowisk leśnych typowych dla wyższych położeń fliszu zachodniobeskidzkiego Kisuc dla celów naukowo-badawczych i kulturalno-edukacyjnych.